# Žabníkovité
Žabníkovité (Alismataceae Vent.) je čeleď jednoděložných rostlin z řádu žabníkotvaré (Alismatales). V poslední době, podle systému APG III je sem včleněna dříve samostatná čeleď Limnocharitaceae.

## Popis
Zástupci čeledi žabníkovité jsou vytrvalé nebo výjimečně jednoleté byliny. Jsou vodní nebo bahenní, většinou oddenkaté rostliny kořenící ve dně, řidčeji vzplývající. Listy bývají nahloučeny na bázi, častá je heterofylie, kdy jinak vypadají listy ponořené a jinak listy nad hladinou. Jsou to jednodomé rostliny s jednopohlavnými nebo oboupohlavnými květy, vzácně jsou dvoudomé. Listy jsou jednoduché, přisedlé nebo řapíkaté, s listovými pochvami. Čepele listů jsou celistvé, čárkovité, kopinaté, vejčité, podlouhlé nebo střelovité, žilnatina je souběžná, zpeřená nebo dlanitá. Květy jsou v květenstvích, vzácně jednotlivé, většinou v hroznech, latách nebo vrcholících, řidčeji okolících. Květy jsou pravidelné, květenství i květy jsou často podepřeny listeny. Okvětí je rozlišeno na kalich a korunu, zpravidla se jedná o 3 kališní lístky v 1 kruhu a 3 korunní lístky v 1 kruhu, korunní lístky mají zpravidla bílou, růžovou nebo červenou barvu. Tyčinek je 6 (výjimečně 3) v jednom kruhu, nebo 18–100 a více, někdy se tyčinky větví. Gyneceum je složeno z 3 nebo ze 6–100 či ještě mnohem více plodolistů, je apokarpní nebo výjimečně na bázi poněkud srostlé, semeník je svrchní. Plod je suchý, pukavý nebo nikoliv, v souplodí, jedná se o zpravidla měchýřky nebo nažky.

## Rozšíření
Čeleď zahrnuje 17 rodů a asi 120 druhů. Je rozšířena téměř po celém světě mimo nejchladnějších oblastí.
V ČR roste a je původních pouze 5 druhů z čeledi žabníkovité (Alismataceae). Šípatka střelolistá (Sagittaria sagittifolia) je nápadná bahenní rostlina, rozšířená hlavně v teplejších oblastech. Z rodu žabník (Alisma) rostou v ČR 3 druhy, všechno jsou to bahenní (obojživelné) rostliny. Nejběžnější je žabník jitrocelový (Alisma plantago-aquatica), vzácnější jsou žabník kopinatý (Alisma lanceolatum) a žabník trávolistý (Alisma gramineum). Kriticky ohroženým druhem (C1) je žabníček vzplývavý (Luronium natans), který roste velmi vzácně v severních Čechách. Jednu dobu byl považován dokonce v ČR za vyhynulý, ale v posledních létech byl opět nalezen.

## Zástupci
- hladinovka (Hydrocleys)
- otela (Damasonium)
- šípatka (Sagittaria)
- šípatkovec (Echinodorus)
- vzplývavka (Caldesia)
- žabnice (Ranalisma)
- žabníček (Luronium)
- žabník (Alisma)
- žabníkovka (Limnocharis)[2]

## Význam
Šípatkovce (Echinodorus) včetně některými autory vyčleňovaného rodu Helanthium a některé šípatky (Sagittaria) patří mezi oblíbené akvarijní rostliny.

## Přehled rodů
Albidella, Alisma, Astonia, Baldellia, Burnatia, Butomopsis, Caldesia, Damasonium, Echinodorus, Helanthium, Hydrocleys, Limnocharis, Limnophyton, Luronium, Ranalisma, Sagittaria, Wiesneria.